# De Nachtegaal (Middenbeemster)
De Nachtegaal is een vermoedelijk uit 1704 stammende achtkante grondzeiler, ook wel achtkantige bovenkruier, aan de Hobrederweg 4 in de buurt(schap) Hoornsche Keet te Middenbeemster. De molen is gebouwd ter vervanging van een eerdere molen. De molen is ingericht als korenmolen.

## Geschiedenis
De Nachtegaal heeft tot ca. 1960 regelmatig gedraaid en kwam daarna stil te staan. In 1973 is hij voor het laatst gerestaureerd, waarna molenaar Rinus Knijn tot aan zijn dood in 1983 de molen onderhield. De Nachtegaal is daarna in verval geraakt en stond sinds 2006 met kaalgezette roeden. De kap van de molen werd met een zeil afgedekt om verder verval tegen te gaan.
De door de provincie en gemeente gesteunde plannen van de Stichting tot behoud van "De Nachtegaal" om de molen over een afstand van slechts vijftig meter te verplaatsen, waarna restauratie kan volgen, werden in 2009 door de Rijksdienst voor het Cultureel Erfgoed afgewezen omdat "een monument niet uit zijn oorspronkelijke historische omgeving mag worden gehaald". Op de plek waar de molen stond was het voortbestaan van De Nachtegaal echter bedreigd omdat de eigenaar, op wiens erf de molen stond, geen belang had bij herstel.
Eind 2010 is door de gemeente Beemster besloten dat De Nachtegaal verplaatst wordt. De RCE gedoogt dit en de molen heeft zijn monumentstatus ook na verplaatsing behouden. Op 30 september 2011 werd de verplaatsing uitgevoerd, waarna de korenmolen in een periode van ongeveer twee jaar helemaal is gerestaureerd. Met de verplaatsing is het eigendom van de molen ook overgegaan op de stichting. De molen draait regelmatig en is dan te bezoeken.

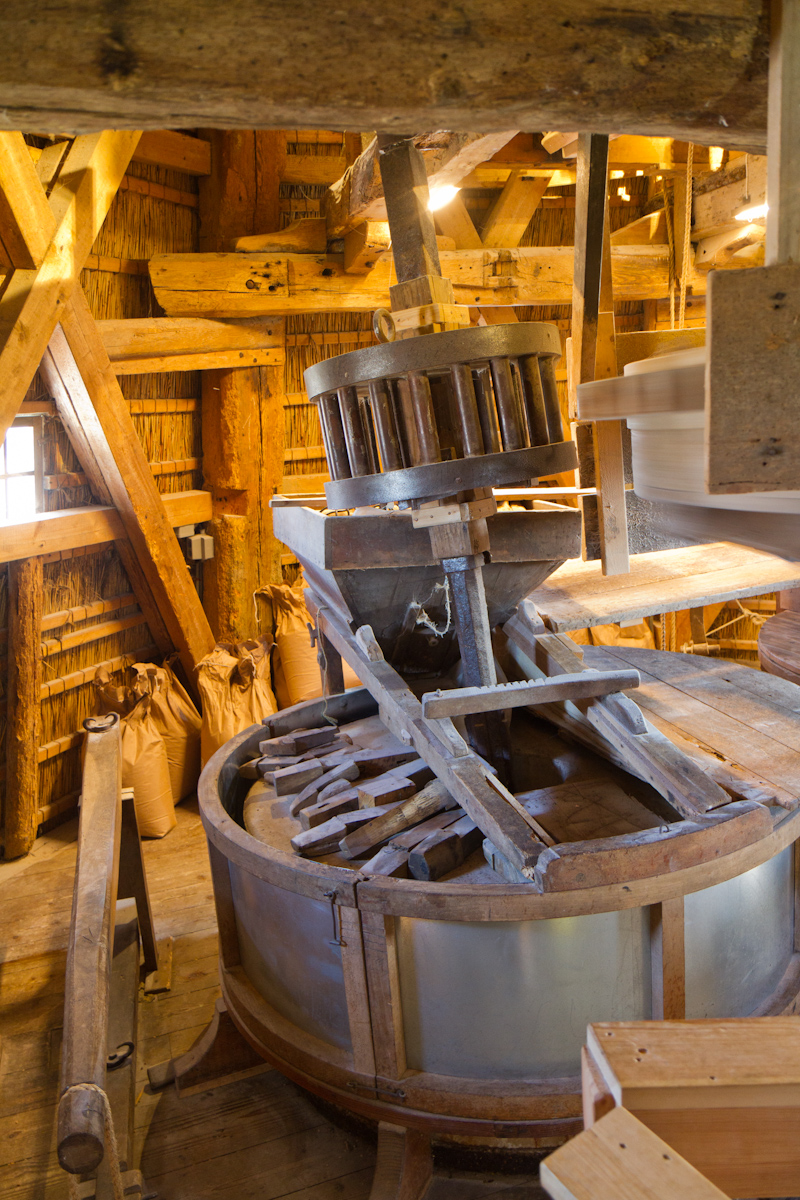
Steenzolder
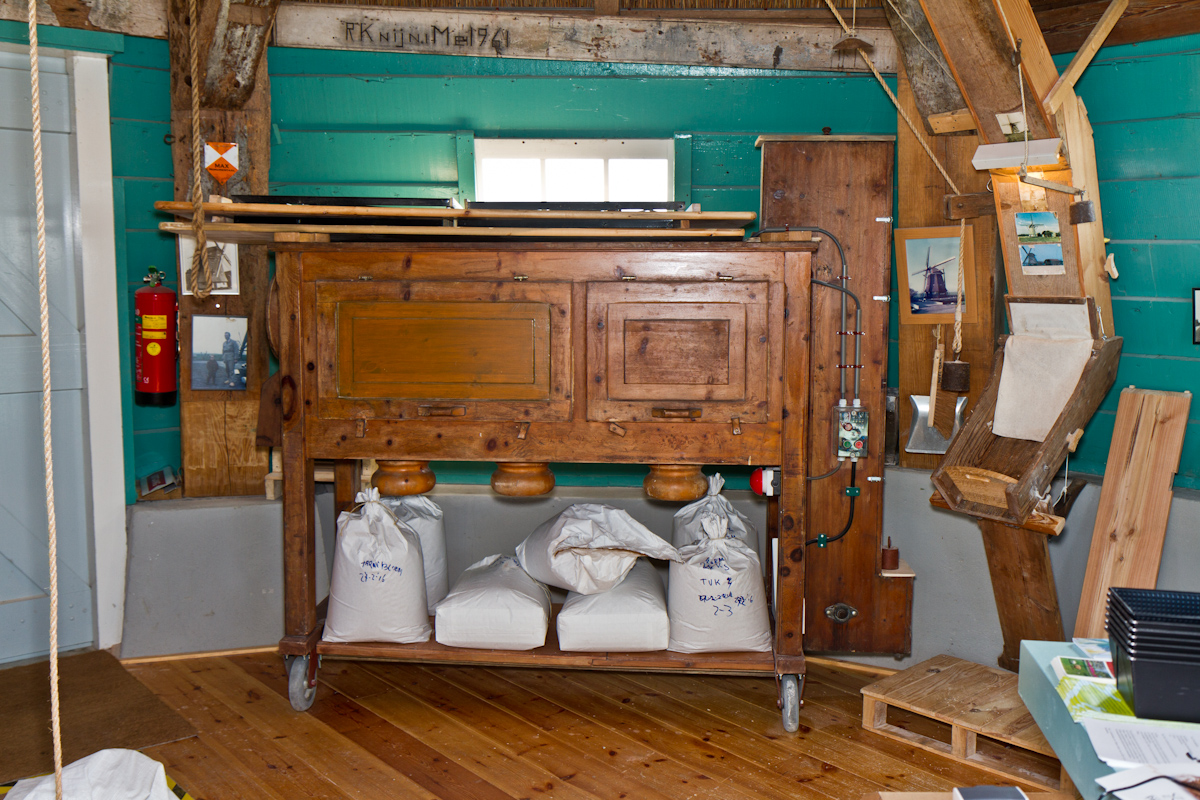
Buil